# Herman Coster
Hermanus Jacobus Coster (Alkmaar, 30 juni 1865 - Elandslaagte, 21 oktober 1899) was een Nederlands advocaat.

## Leven en werk
Herman Coster volgde zijn schoolopleiding aan de H.B.S. te Alkmaar en het Stedelijk Gymnasium in Leiden. Daarna ging hij rechten studeren in  Leiden waar hij ook president van het studentencorps werd. Zijn oom, de Haagse arts T.H. Blom Coster, was tijdens zijn studie zijn beschermheer. Herman Coster sympathiseerde met de jonge Vlaamse Beweging. Hij promoveerde in 1890 op het proefschrift Openbare vrijwillige verkoping.
Toen zijn familie failliet ging, vertrok hij naar Transvaal. Hij werd advocaat en trad van 1895-1897 op verzoek van Paul Kruger op als staatsprocureur. Na een belediging van de "Hollanders" door Kruger nam Coster ontslag en ging hij weer werken als advocaat.
Coster werd gedood tijdens de slag bij Elandslaagte waarbij ook officier Cars Geerts de Jonge sneuvelde en zeven manschappen: P.J. van den Broek, H. van Cittert, J.A. Lepeltak Kieft, Jan Moora, J.Th. Rummeling, M. Schaink, F.W. Wagner. Hun namen stonden op een monument ter plaatse, dat in 2014  werd verwoest. De gestorvenen maakten deel uit van het Hollanderkorps, een vrijwilligerseenheid van 130 mannen die een maand eerder was opgericht. De Slag bij Elandslaagte was het eerste en meteen laatste optreden van het korps. Er werden na de slag ook nog ca. 35 mannen gevangengenomen.

## Nagedachtenis
In 1900 werd in Leiden het Herman Costerfonds gesticht voor Afrikaanse en Nederlandse studenten. Onder andere kreeg Anna Petronella van Heerden een beurs uit dat fonds. Zij werd de eerste vrouwelijke Afrikaans sprekende arts.
In Den Haag is in 1904 de Hermanus Costerstraat naar hem genoemd. Deze ligt in het Transvaalkwartier, dat toen werd aangelegd. In 1915 is de naam Herman Costerstraat geworden. Hier bevindt zich de grote Haagse markt. Ook Wassenaar kent een Herman Costerstraat, die aansluit op de Paul Krugerstraat - vernoemd naar de president van de Zuid-Afrikaanse Republiek. In de Rotterdamse Afrikaanderwijk is de Herman Costerstraat een zijstraat van de grotere Paul Krugerstraat.
Bij de ingang van het Leidse academiegebouw bevindt zich een plaque ter nagedachtenis aan Herman Coster. Deze werd in 1901 aangebracht.

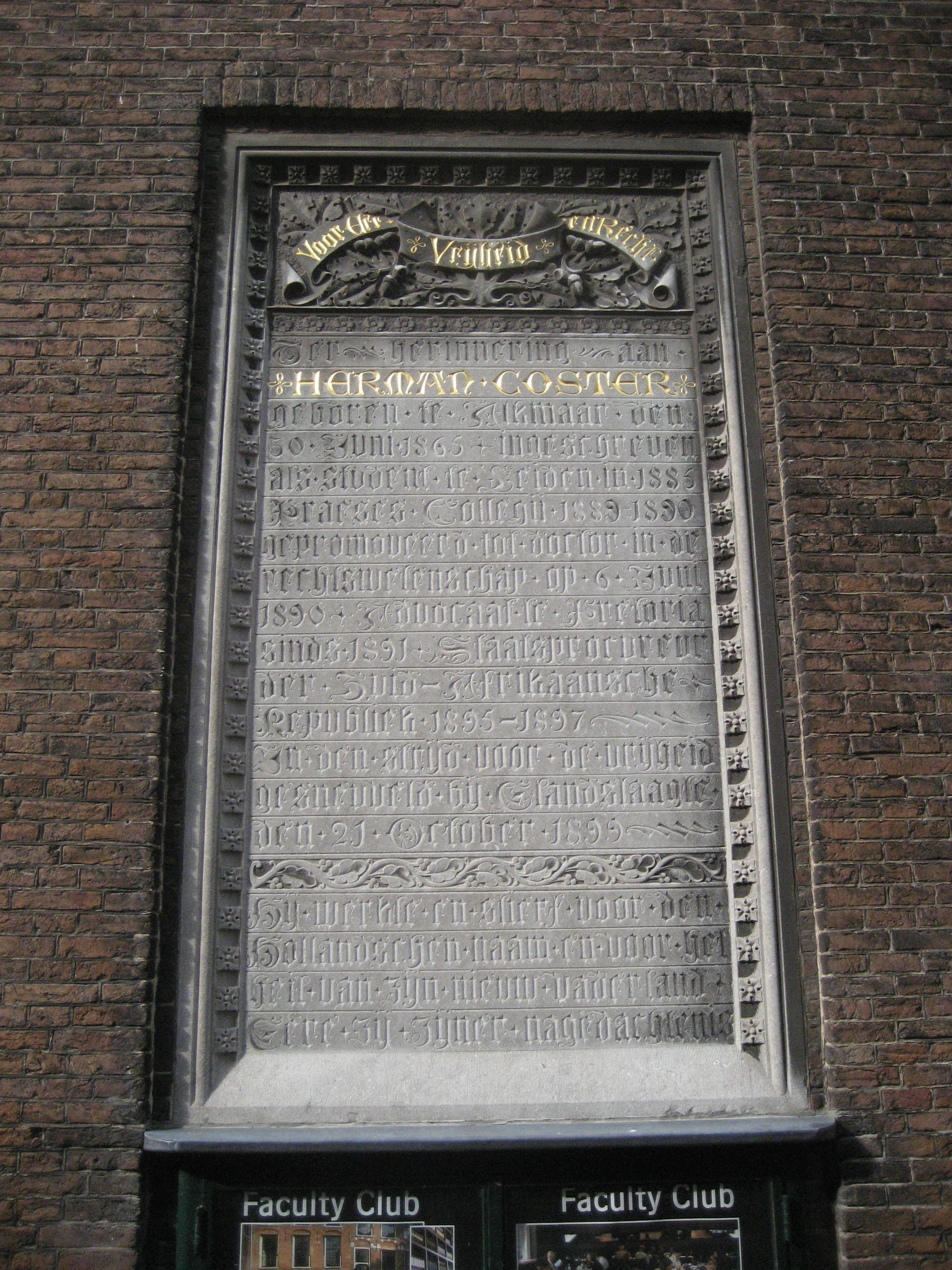
Plaque ter nagedachtenis aan Herman Coster, Academiegebouw (Leiden)
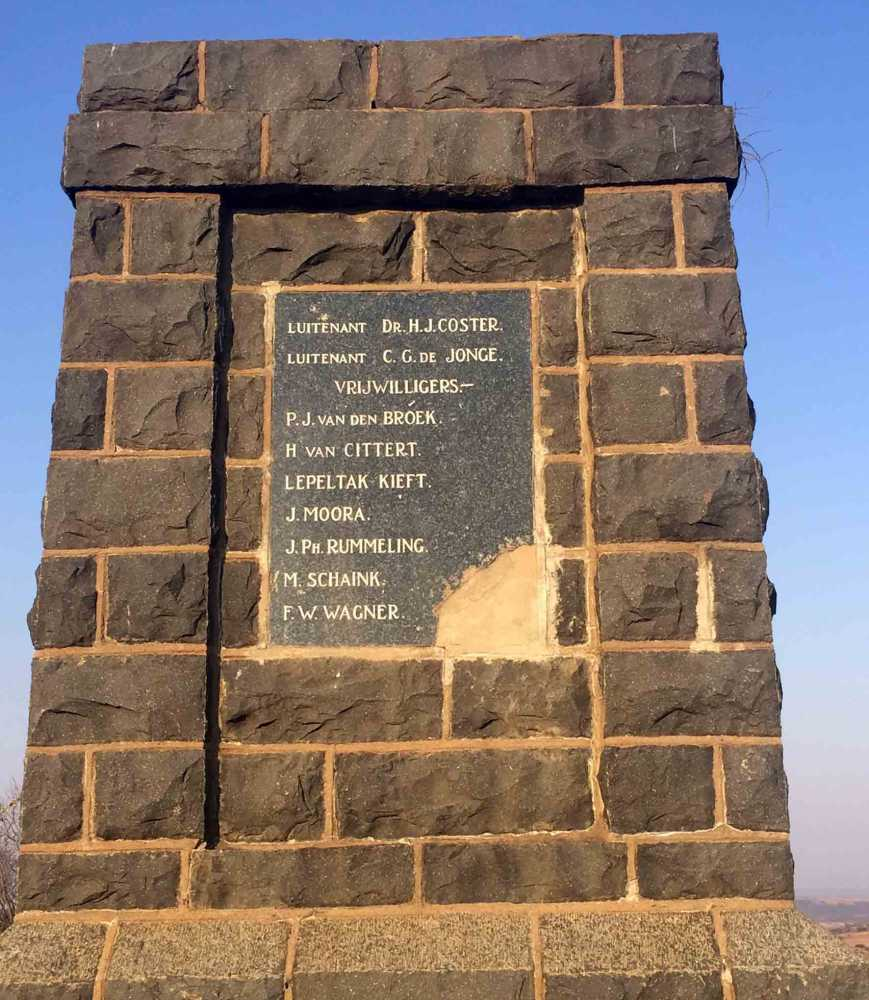
Herdenkingsmonument bij Elandslaagte
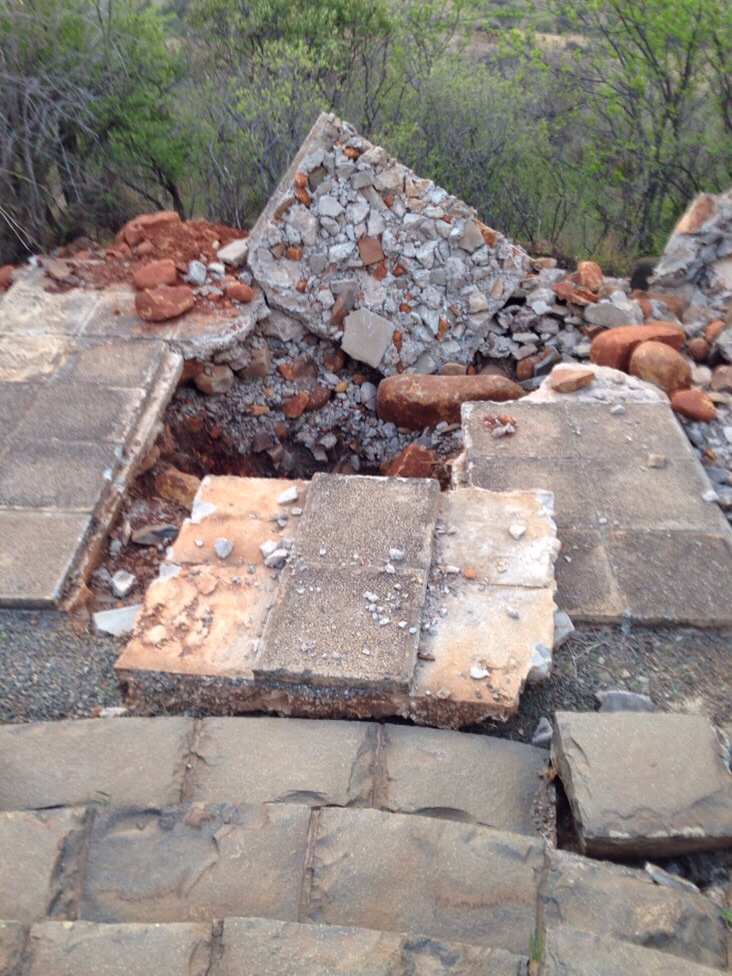
Herdenkingsmonument verwoest (2014)
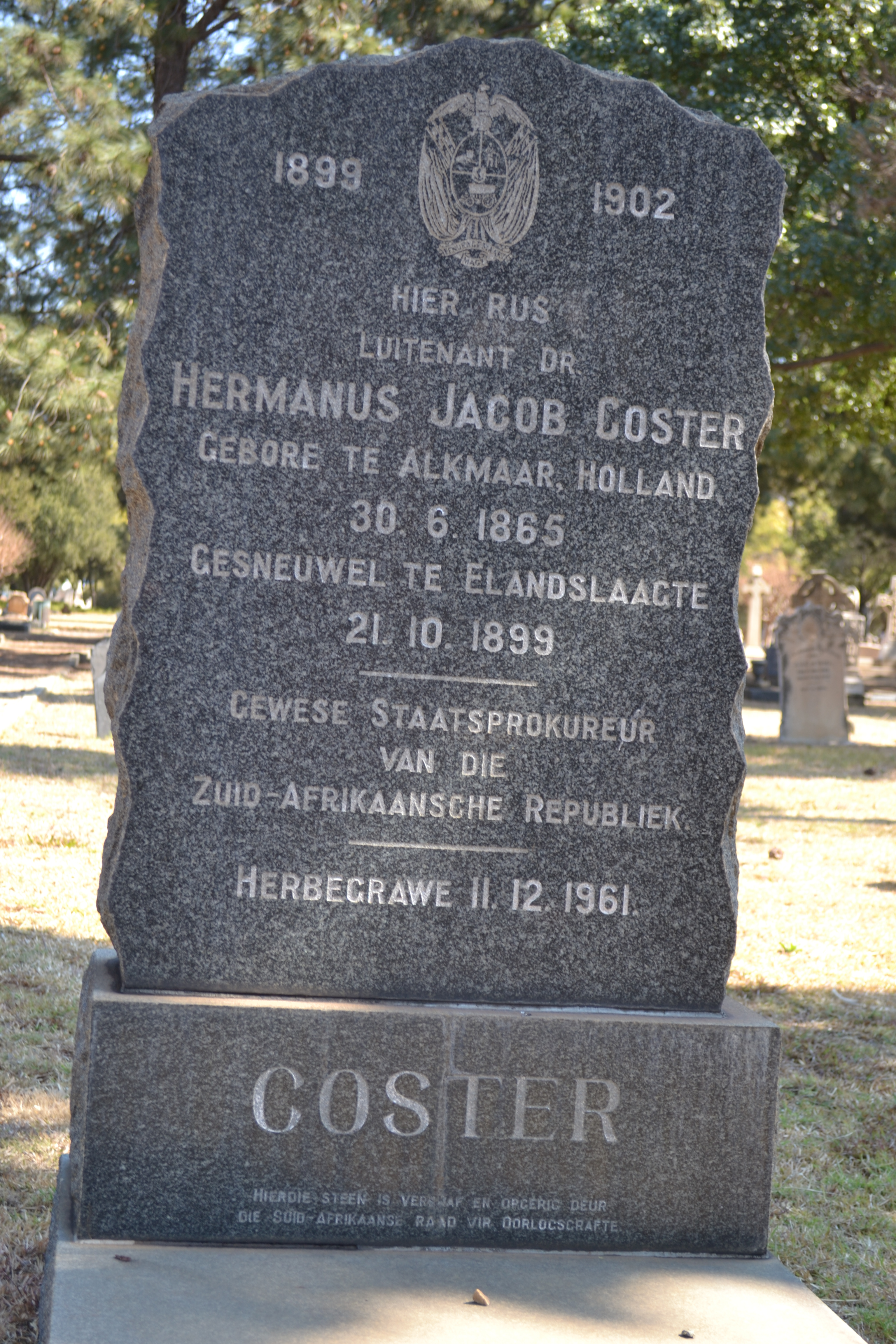
Graf van Coster in Pretoria